# Rozstaw szyn
Rozstaw szyn (inaczej szerokość toru) – najmniejsza odległość między liniami prostopadłymi do powierzchni tocznej, przecinającymi każdy profil główki szyny w zakresie od 0 do 14 mm poniżej powierzchni tocznej.
W Polsce szerokość ta, mierzona 14 mm poniżej górnej powierzchni szyn, wynosi na liniach normalnotorowych 1435 mm. Czym innym jest odległość między osiami główek szyn (wynosi 1500 mm).
Oprócz rozstawu normalnego, 1435 mm, istnieje kilka podstawowych rozstawów stosowanych w różnych państwach na liniach kolei sieci krajowych: 1000 mm, 1067 mm, 1520 mm, 1600 mm, 1668 mm, 1676 mm.
Niejednokrotnie konieczność prowadzenia pociągów różnych rozstawów tą samą trasą spowodowała budowę torów trój- lub czteroszynowych (w splocie). Splot trójszynowy stosować można tam, gdzie różnica rozstawu jest na tyle duża, by dało się umieścić dwie szyny obok siebie.
Istnieje pewna tolerancja, z którą pociągi jednego rozstawu mogą korzystać z toru innego rozstawu. Na przykład tor o prześwicie 1520 mm jest praktycznie kompatybilny z torem 1524 mm (ruch między Rosją i Finlandią odbywa się bez zmiany rozstawu kół – 1524 mm tory fiński i dawny rosyjski, tzw. carski); na sieci tramwajowej w Sofii (1009 mm) eksploatowany jest tabor ze Szwajcarii na tor 1000 mm. Różnica mogła być jeszcze większa: w USA pociągi rozstawu 1435 mm mogły używać torów o prześwicie 1448 mm. Przy odpowiednio szerokich obręczach kół mogły też używać toru 1473 mm. Na kolei miniaturowej tabor rozstawu 184 mm może być używany na torach 191 mm pod warunkiem dobrego utrzymania ich szerokości.

## Przegląd najpopularniejszych rozstawów szyn
Pogrubiono rozstawy nadal eksploatowane.

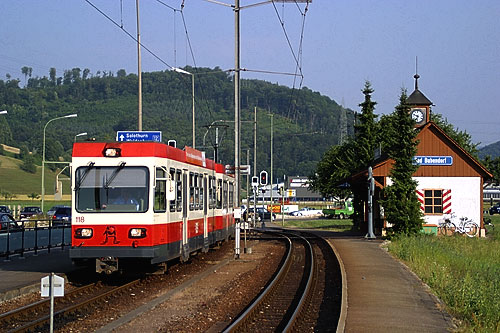
Waldenburgerbahn; tor 750 mm

### Rozstawy miniaturowe[4][5]
Poniższe rozstawy są stosowane na kolejach ogrodowych lub parkowych, które umożliwiają przewóz pasażerów. W Polsce koleje o szerokości toru poniżej 300 mm nie podlegają ustawie o transporcie kolejowym.
- 89 mm (3½ cala)
- 121 mm (4¾ cala) – USA: Luzerne Valley Railroad[7]
- 127 mm (5 cali)
- 184 mm (7¼ cala) – np. tabor Mill Brook Railroad[3]
- 191 mm (7½ cala) – USA: prywatne koleje ogrodowe: Sonora Short Line[8], tory Mill Brook Railroad[3]
- 241 mm (9½ cala) – kolej parkowa, Liliputbahn; Szwajcaria: Katzensee k. Zurichu, Luzern; Polska: Cichowo, Kościerzyna[9]
- 260 mm (10¼ cala)

Ponadto mniejsze rozstawy szyn (od 4,5 do 64 mm) stosuje się w modelarstwie kolejowym.

### Rozstawy wąskotorowe[10]
- 381 mm (15 cali), 457 mm (18 cali) – kolejki turystyczne, ogrodowe, wystawowe – Austria, Japonia, Wielka Brytania
- 500 mm – kolejki przemysłowe, dołowe, polowe – Austria, Japonia, Wielka Brytania
- 520 mm – rozstaw przemysłowy – Polska: kolej zakładowa kopalni „Gottwald”[11]
- 550 mm – rozstaw przemysłowy – Polska: kolej zakładowa kopalni „Silesia”[11]
- 597 mm (23½ cala) – Indie, Japonia, Australia, Wenezuela
- 600 mm
  - kolejki polowe armii niemieckiej i francuskiej (pocz. XX w., tzw. standard Decauville’a, często budowane z przęseł przenośnych)[12], także lekkie kolejki przemysłowe
  - wiele kolei w Polsce, w szczególności koleje leśne i przemysłowe, m.in. nadal eksploatowana kolejka turystyczna Maltanka w Poznaniu, Kolej Wąskotorowa Rogów – Rawa – Biała (rozstaw pierwotny), Wyrzyska Kolejka Powiatowa (głównie kojarzona ze stacją Białośliwie Wąskotorowe), Żnińska Kolej Powiatowa.
- 610 mm (2 stopy ang.) – Darjeeling Himalayan Rly. (1879) oraz inne koleje w Indiach; sieć kolei rolniczych w prowincji Al-Dżazira w Sudanie; kolejki wąskotorowe w RPA
- 615 mm – rozstaw przemysłowy – Niemcy; Polska: kolej zakładowa huty „Kościuszko” w Chorzowie[11]
- 630 mm – rozstaw przemysłowy – Niemcy; Polska: kolej zakładowa huty „Jedność” w Siemianowicach Śląskich[11]
- 640 mm – rozstaw przemysłowy – Polska: kolej zakładowa kopalni „Rydułtowy”[11]
- 700 mm
  - Indonezja, Kuba: kolejki na plantacjach trzciny cukrowej
  - Dania: Hedeland Vintage Railway[13]
  - Polska – kolej zakładowa kopalni „Sosnowiec” (zlikw.)[11]
- 750 mm – Szwajcaria: Waldenburgerbahn pod Liestal (do roku 2021); Niemcy: Rügensche BäderBahn[14]; Turcja; kraje b. ZSRR; Polska: dominujący rozstaw kolei wąskotorowych, np. Koszalińskie Koleje Wąskotorowe (przed przekuciem), kolej Przeworsk – Dynów (Przeworska Kolej Dojazdowa, rozstaw obecny), Kolej Wąskotorowa Rogów – Rawa – Biała (rozstaw obecny), Nadwiślańska Kolejka Wąskotorowa, Żuławska Kolej Dojazdowa, Starachowicka Kolej Wąskotorowa, kolejki na Kujawach, Ełcka Kolej Wąskotorowa i in.
- 760 mm
  - tzw. „bośniacki”, rozstaw popularny w Austro-Węgrzech (m.in. 1904 Przeworska Kolej Dojazdowa – rozstaw pierwotny), Bieszczadzka Kolejka Leśna (przed przekuciem w 1939), Jindřichohradecké místní dráhy (w Czechach), wąskotorówka osobłoska (w Czechach), Kisucko-Orawska Kolej Leśna (na Słowacji), 1910–1970 tramwaje w Dubrowniku, Ósemka Szargańska
  - pojawia się również w 1869 w Afryce południowej jako jeden z dwóch pierwotnych rozstawów przed adaptacją „rozstawu przylądkowego” jako standardowego dla sieci krajowej
- 762 mm (2½ stopy ang.) – liczne linie, m.in.:
  - kolej FC Antofagasta a Bolivia (1883–1928)
  - tramwaje w Port-au-Prince (Haiti, 1878–1932)
  - Indie: Kalka-Shimla Rly., 1903
  - Korea: tramwaje w Pusanie (1910–1933)
  - Nepal: Nepal Government Railway (NGR, 1927–1967), Nepal Janakpur Jaynagar Railway (NJJR, 1937–?), Koshi Railway (1957–1965)
  - Tajwan: kolejki wąskotorowe, m.in. Alishan Forest Railway
  - Australia: kolejka turystyczna Puffing Billy Railway
- 785 mm (30 cali pruskich) – Górnośląskie Koleje Wąskotorowe, pierwotnie także tramwaje w regionie górnośląskim (1894–1951); Parkowa Kolej Wąskotorowa w Chorzowie (od 2014)
- 800 mm
  - nieistniejące: Polska: kolejka wilanowska (1892–1932, potem 1000 mm), kolej Zegrze – Warszawa Wawer (1916–1923), Kolej Dojazdowa Marecka (1896–1947, potem 750 mm) i in.; Dania
  - Szwajcaria: kolej zębata Montreux – Rochers de Naye[15]
- 860 mm – kolejki przemysłowe – Dania, Polska
- 891 mm (3 stopy szwedzkie) –  Szwecja: wiele kolei prywatnych, zachowane Roslagsbanan pod Sztokholmem czy Smalspårsjärnvägen Hultsfred – Västervik[16]
- 900 mm
  - Polska: tramwaje w Krakowie – w 1953 pozostałości linii przekuto na tor 1435 mm, kolejka turystyczna w WPKiW w Chorzowie (1966–2011), tramwaj konny w Mrozach (1908–1967), koleje przemysłowe KGHM Lubin – Polkowice
  - Portugalia: tramwaje w Lizbonie
  - Austria: tramwaje w Linzu
  - Niemcy: Bäderbahn Molli[14]
- 914 mm (3 stopy ang.):
  - pojedyncze linie w USA, m.in. Durango & Silverton Narrow Gauge RR (1882)
  - dominujący rozstaw irlandzkich kolejek wąskotorowych
  - wiele linii w Andach i Ameryce Środkowej
- 925 mm – Niemcy: tramwaje w Chemnitz, do 1988
- 950 mm
  - Włochy: kolejki dojazdowe, m.in. Circumvesuviana, kolej Cosenza – Catanzaro[17] i in.
  - Erytrea: linia kolejowa Massaua – Bishia
  - kolejki  w Libii (przed likwidacją)

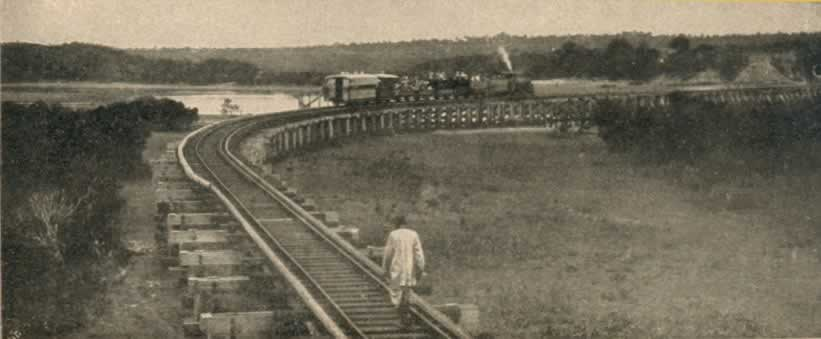
Tor metrowy, Uganda Railway pod Mombasą w Kenii

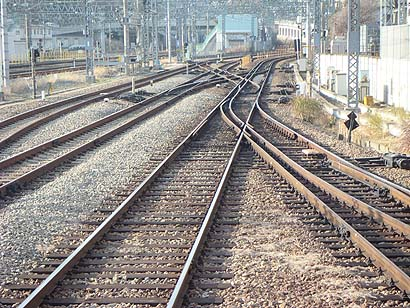
Tor trójszynowy umożliwiający jazdę pociągów o rozstawach kół 1067 mm i 1435 mm; koleje Odakyū i Hakone tozan, okolice Jokohamy

### Rozstawy średnie
Kategoria wyróżniana w państwach, gdzie rozstawy z tego przedziału są podstawowe na sieci krajowej; w Polsce grupę tę włącza się do „torów wąskich”.
- 1000 mm – tzw. „metrowy” – wiele sieci kolejowych i tramwajowych na całym świecie, m.in.:
  - Argentyna: kolej Córdoba – San Miguel de Tucumán, 1873; tzw. „trocha angosta”
  - koleje w Boliwii, Kolumbii i w południowej części Chile
  - Brazylia: EF Leopoldina pod Rio de Janeiro, 1853; obecnie około połowy sieci kolejowej z Brazylii
  - Czechy: koleje linowo-terenowe w Karlowych Warach
  - Chorwacja: tramwaje w Zagrzebiu
  - Finlandia: tramwaje w Helsinkach
  - Hiszpania: koleje wąskotorowe – od 1852
  - Francja: linia kolejowa Nicea – Digne-les-Bains[18]
  - Indie: kolej Delhi – Farukh Nagar; w XX w. duża sieć w Bengalu Wschodnim
  - Kenia, Uganda: Uganda Rly., 1896
  - Malaje (Wietnam, Laos, Kambodża, Mjanma, Malezja, Bangladesz, Tajlandia) od 1885
  - Niemcy: tramwaje w Bielefeld, Görlitz, Chociebużu, Gocie, Jenie, Gerze, Halle (Saale), Halberstadt, Naumburgu i w innych miastach
  - Polska:
    - wąskotorówki: Nadmorska Kolej Wąskotorowa, Koszalińska Kolej Wąskotorowa, Piaseczyńsko-Grójecka Kolej Wąskotorowa; nieistniejące: kolejka turystyczna w WPKiW w Chorzowie (1957–1966), wiele wąskotorówek na Pomorzu Zachodnim
    - sieci tramwajowe: Łódź (z liniami podmiejskimi), Bydgoszcz, Toruń, Elbląg i Grudziądz; tramwaj konny w Mrozach (od 2012); sieci nieistniejące: Bielsko-Biała (1895–1971), Cieszyn (1911–1921), Inowrocław (1912–1962), Jelenia Góra (1897–1969), Legnica (1898–1968), Olsztyn (1907–1965), Słupsk (1910–1959), Szczekociny (1915–1935, konny), Tarnów (1911–1942), Wałbrzych (1898–1966)

  - Rosja: tramwaje w Królewcu, Astrachaniu (1900–1959)
  - Słowacja: Tatrzańskie Koleje Elektryczne, kolej zębata Szczyrba – Szczyrbskie Jezioro; tramwaje w Bratysławie
  - Szwajcaria: Kolej Retyjska, kolej Zermatt – Göschenen, kolej Jungfrau, kolej Interlaken – Lucerna, Waldenburgerbahn pod Liestal (od roku 2022) i inne
  - Ukraina: tramwaje we Lwowie, w Winnicy i Eupatorii
  - Afryka: cała sieć kolejowa Madagaskaru (854 km), 2/3 sieci kolejowej Tanzanii; koleje w Togo, Beninie, Wybrzeżu Kości Słoniowej, Burkinie Faso, Senegalu, Mali, Kamerunie; większość linii kolejowych w Tunezji
- 1009 mm – Bułgaria: większość linii tramwajowych w Sofii
- 1050 mm – Palestyna, Arabia, Jordania, Liban: Kolej Hidżaska 1908; obecnie funkcjonuje częściowo
- 1067 mm (3½ stopy ang.) – tzw. „przylądkowy”:
  - niepotwierdzone zastosowanie – Rosja, kolej kopalniana na Ałtaju, 1806
  - Australia, Queensland: linia Ipswich – Grandchester, 1865; obecnie – dominujący rozstaw w stanie Queensland, w okolicach Perth oraz jedyny na Tasmanii więcej informacji: Historia kolei w Australii i Oceanii
  - Nowa Zelandia: cała sieć kolejowa więcej informacji: Historia kolei w Australii i Oceanii
  - Japonia: linia Tokio – Jokohama, 1872; podstawowy rozstaw japońskiej sieci kolejowej, oprócz linii dużych prędkości
  - USA: San Francisco – tramwaje linowe, 1873
  - Kraj Przylądkowy i Natal: od 1874 rozstaw standardowy na sieci południowoafrykańskiej; konwersja kolei z toru normalnego i 760 mm
  - Sudan i Sudan południowy 1897 więcej informacji: kolej w Sudanie, kolej w Sudanie Południowym
  - Estonia: sieć tramwajowa w Tallinnie
  - Tajwan: podstawowy rozstaw sieci kolejowej, oprócz linii dużych prędkości
  - Filipiny: linia Manila – Legazpi na wyspie Luzon
  - Indonezja: podstawowy rozstaw sieci kolejowej
  - koleje w Ekwadorze (m.in. kolejka turystyczna Alausi – Sibambe[19])
- 1100 mm – Niemcy: tramwaje w Brunszwiku, od 1879
- 1101 mm – Szwecja: Fryckstads Järnväg, 1849
- 1106 mm (3½ stopy austriackiej) – Austro-Węgry: kolej konna Budziejowice – Linz, 1827
- 1200 mm
  - Szwajcaria: kolej zębata Rheineck – Walzenhausen[20]
  - Włochy: tramwaje w Genui
- 1219 mm (4 stopy ang.) – Wielka Brytania: tramwaje w Bradford, 1884; Glasgow Subway, 1896
- 1372 mm (4½ stopy ang.) – tzw. „szkocki”:
  - pierwotnie wiele kolei w Szkocji, m.in. Ardrossan & Johnstone Rly., 1810
  - Japonia: tramwaje tokijskie (zachowane dwie linie), Keiō Dentetsu, jedna linia metra

### Rozstaw normalnotorowy[10]
- 1435 mm (4 stopy ang. 8½ cala) – tzw. „stephensonowski” albo „normalny”[a]: Anglia, kolej Stockton & Darlington Rly. (1825); potem wiele kolei i tramwajów na całym świecie, głównie:
  - Europa (z wyj. Portugalii, Hiszpanii, Irlandii, Finlandii oraz państw byłego ZSRR)
  - Ameryka Północna i Środkowa
  - Chiny
  - Bliski Wschód
  - Ameryka Południowa: Peru, Urugwaj
  - Afryka: Maroko, Algieria, Egipt, Etiopia, Gabon, Mauretania

O przyjęciu tego rozstawu jako standardowego zadecydowała zapewne jego popularność w krajach, gdzie kolej rozwinęła się najwcześniej: Wielkiej Brytanii, Niemczech, Francji, północno-wschodnich Stanach Zjednoczonych. Rozstaw normalny jest również zastosowany na większej części polskiej sieci kolejowej.

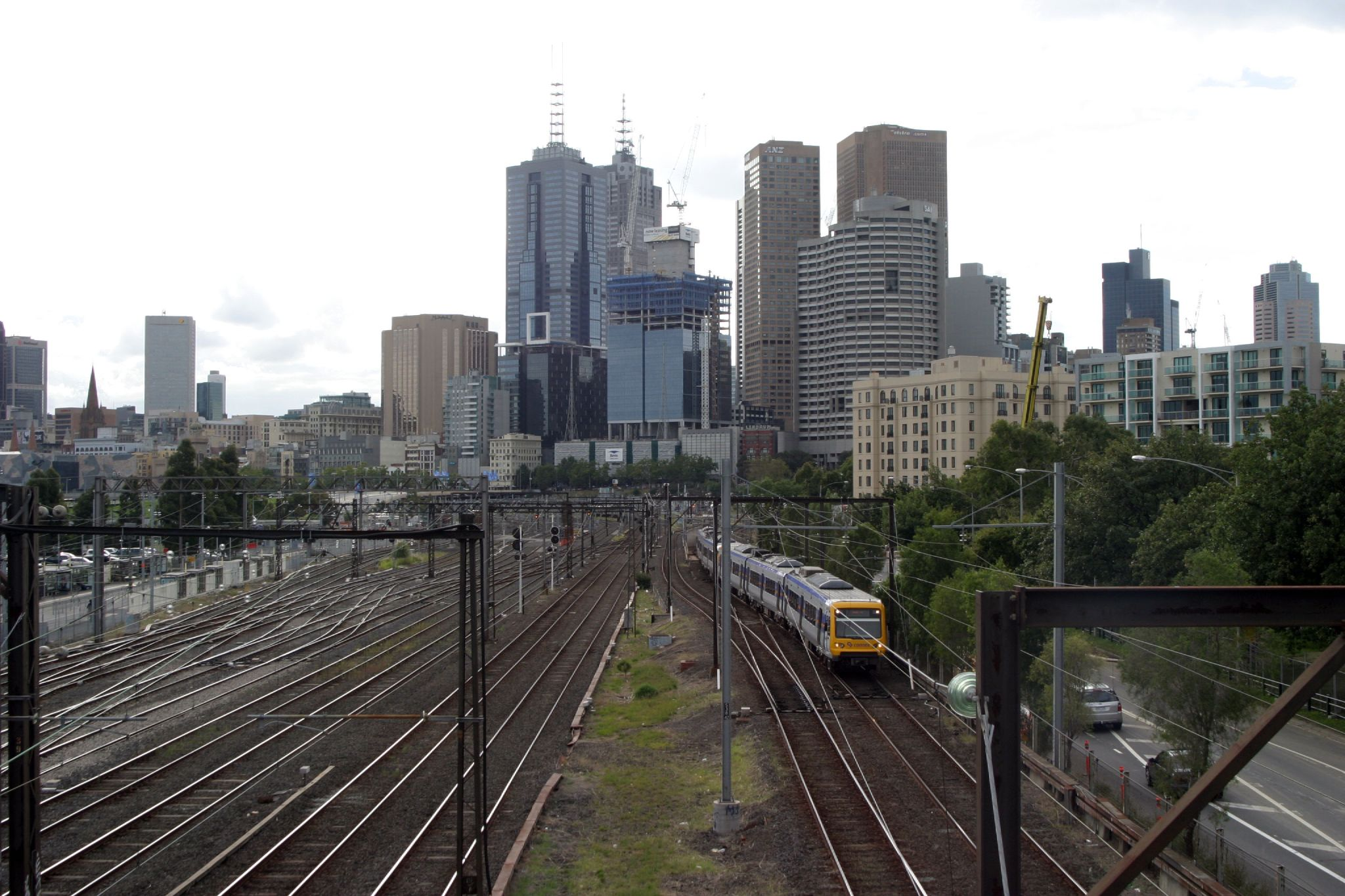
Melbourne, tory 1600 mm

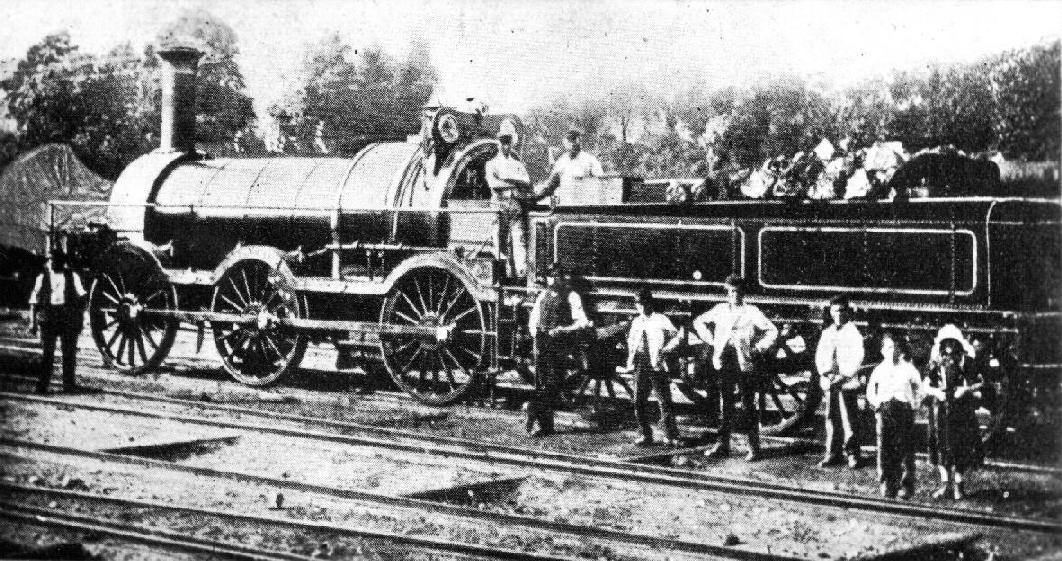
Great Western Rly., tor „brunelowski”

### Rozstawy szerokotorowe[10]
- 1445 mm
  - Włochy: tramwaje w Mediolanie, Turynie i Rzymie
  - Hiszpania: metro w Madrycie
- 1448 mm – tzw. „pensylwański”, USA: typowy dla Pennsylvania RR, w USA; używały go pociągi normalnotorowe; po 1886 stopniowa konwersja na rozstaw normalny
- 1450 mm – Niemcy: tramwaje w Dreźnie
- 1458 mm – Niemcy: tramwaje w Lipsku
- 1473 mm (4 stopy ang. 10 cali) – USA: dawny popularny rozstaw torów w stanach Ohio i New Jersey (lata 30. i 40. XIX wieku), które były zbudowane z szyn drewnianych ze stalowym okuciem powierzchni jezdnej; tzw. Ohio broad gauge
- 1495 mm – Kanada: tramwaje w Toronto, potem także metro w Toronto
- 1520 mm – tzw. „rosyjski” (nowy), standardowy dla państw byłego ZSRR oraz Mongolii, zastosowany również w Polsce na linii LHS
- 1522 mm – Finlandia: metro w Helsinkach[21]
- 1524 mm (5 stóp ang.) – tzw. „rosyjski” (stary):
  - USA: wiele kolei w stanach południowych w połowie XIX w.; konwersja większości na 1448 mm w 1886
  - Rosja: Николаевская ж.д., przed 1851
  - standardowy w Finlandii, niektóre linie w Estonii
- 1525 mm – pierwotnie tramwaje w Warszawie[22]; przebudowę torów na prześwit 1435 mm zakończono w roku 1950[23]
- 1575 mm – Irlandia: Dublin & Drogheda Rly., rozstaw pierwotny
- 1581 mm (5 stóp ang. 2¼ cala) – USA: tzw. „pensylwański rozstaw tramwajowy”, obecnie tramwaje w Filadelfii i Pittsburgu
- 1588 mm – USA: tramwaje w Nowym Orleanie
- 1600 mm (5¼ stopy ang.) – tzw. „irlandzki”:
  - Irlandia: wprowadzony zaleceniem z 1845
  - Australia, Wiktoria: kolej Melbourne & Hobson’s Bay Rly., 1854; obecnie – większość sieci kolejowej stanu Wiktoria
  - Brazylia: São Paulo Railway, 1867; obecnie około połowy sieci kolejowej Brazylii
- 1638 mm – tramwaje w Baltimore
- 1664 mm (5 stóp portugalskich) – pierwotny rozstaw kolei portugalskich
- 1668 mm – wspólny rozstaw „iberyjski”, obowiązujący standard sieci kolejowych Hiszpanii i Portugalii
- 1672 mm (6 stóp katalońskich) – kolej Barcelona – Mataró, Katalonia, 1848; pierwotnie podstawowy na sieci hiszpańskiej
- 1676 mm (5½ stopy ang.) – tzw. „brytyjski rozstaw kolonialny”:
  - Kanada: Champlain & St. Lawrence RR, 1836; później podstawowy w Kanadzie do 1870; następnie przejście na tor normalny dla integracji z kolejami USA
  - Indie: Great Indian Peninsular Rly. linia Bombaj – Thana, 1853; tzw. broad gauge
  - rozstaw standardowy w Indiach, Pakistanie, Bangladeszu i Sri Lance
  - Argentyna: kolej Parque – Floresta, 1857 (tzw. „trocha ancha”), obecnie rozstaw dominujący w Argentynie i Chile
  - USA, San Francisco: kolej BART, od 1972
- 1800 mm – Niemcy (Turyngia): kolej linowo-terenowa Oberweißbacher Bergbahn[24]
- 1825 mm – Rosja: kolej Царскосельская ж.д., tor pierwotny, 1836
- 1880 mm
  - Tajwan: Tajpej – „brązowa” linia metra
  - Irlandia: Ulster Rly., rozstaw pierwotny
- 1945 mm – Holandia: kolej HSM, 1839–1866
- 2000 mm – Szkocja: kolejka górska CairnGorm
- 2140 mm – tzw. Brunel gauge, Anglia: kolej Great Western Rly., 1838–1892
- 2743 mm (9 stóp ang.) – Japonia: kolejka górska Kyoto
- 3000 mm (także 4000 mm i 6500 mm) – tak zwana Breitspurbahn – kolej planowana w czasach III Rzeszy
- 3270 mm – Polska: tory platform przewożących statki w ciągu Kanału Elbląskiego